# Tunel Étoile
Tunel Étoile (francouzsky Tunnel de l'Étoile, tj. Tunel Hvězda) je silniční tunel v Paříži pod náměstím Place Charles-de-Gaulle (dříve Place de l'Étoile), kde spojuje Avenue des Champs-Élysées v 8. obvodu s Avenue de la Grande-Armée v 17. obvodu.

## Popis
Jedná se o 380 metrů dlouhý tunel s jednosměrným provozem a dvěma jízdními pruhy. Vjezd se nachází na konci Avenue des Champs-Élysées, tunel vede pod Place Charles-de-Gaulle s Vítězným obloukem a končí na Avenue de la Grande-Armée. Tunel je známý častými dopravními nehodami kamionů, neboť jeho výška je pouhých 2,4 m a toto oznámení se nachází pouze na architrávu u vjezdu.

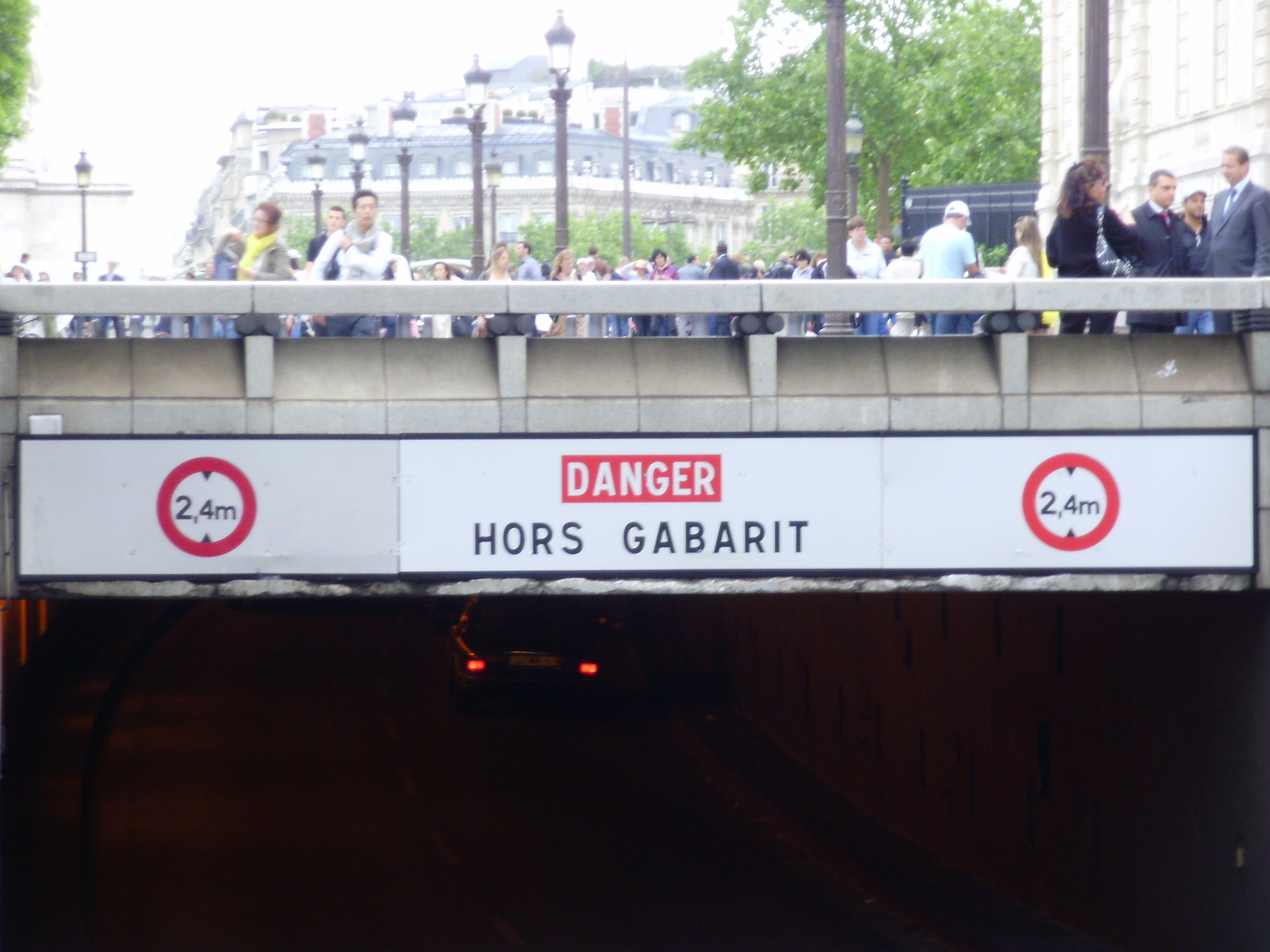
Nápis nad vjezdem

Kvůli ochraně Vítězného oblouku nebylo možné postavit vyšší vjezd, aby zůstal zachován nerušený pohled na Place Charles-de-Gaulle. V roce 2009 se u vjezdu staly v průměru dvě nehody za měsíc.